# Croatia Open Umag 1995
Il Croatia Open Umag 1995 è stato un torneo di tennis giocato sulla terra rossa di Umago in Croazia. È stata la 6ª edizione del torneo, che fa parte della categoria World Series nell'ambito dell'ATP Tour 1995. il torneo si è giocato dal 21 al 28 agosto 1995.

## Campiones

### Singolare
Thomas Muster ha battuto in finale  Carlos Costa con il punteggio di 3–6, 7–6(5), 6–4.

### Doppio
Luis Lobo /  Javier Sánchez hanno battuto in finale  David Ekerot /  László Markovits con il punteggio di 6–4, 6–0.